# Elder Index
Der Elder Economic Security Standard TM Index oder Elder Index ist ein Maßstab für die Lebenshaltungskosten älterer Erwachsener in den Vereinigten Staaten.
Er wird für jeden County in den Vereinigten Staaten berechnet und bietet einen realistischen Maßstab für die Lebenshaltungskosten, die Unterkunft, Verpflegung, Transport, Gesundheitsversorgung und grundlegende Haushaltsgegenstände für ältere Erwachsene umfassen. Der Elder Index wird vom Gerontology Institute der John W. McCormack Graduate School für Policy and Global Studies an der University of Massachusetts Boston produziert.

## Geschichte
Der Elder Index wurde von Ellen Bruce und Laura Henze Russell am Gerontology Institute, UMass Boston, konzipiert. Die bei der Berechnung des Elder Index verwendete Strategie basiert auf einem „Familienbudget“ -Ansatz unter Berücksichtigung der Merkmale und Ausgabenmuster älterer Haushalte. Ab 2011 wurde der Elder Index für jeden Landkreis in den Vereinigten Staaten berechnet und verteilt.

## Hauptmerkmale
Einige Hauptmerkmale des Elder Index umfassen:
- Angemessenheit des Einkommens. Der Elder Index ist ein realistischer Maßstab für die Angemessenheit des Einkommens im Gegensatz zu verschiedenen häufig verwendeten Armutsmassnahmen, die die Einkommensungleichheit widerspiegeln.
- Geographische Spezifität. Die Werte des Elder Index zeigen geografische Unterschiede in den Lebenshaltungskosten von Landkreisen, Bundesstaaten, Regionen und in den ganzen Vereinigten Staaten.
- Unterschiede beim Gesundheitszustand. Die Gesundheitsausgaben unterscheiden sich zwischen Personen mit unterschiedlichen Gesundheitszuständen. Der Elder Index berücksichtigt solche Unterschiede und wird basierend darauf berechnet, ob ein älterer Erwachsener eine schlechte Gesundheit, eine gute Gesundheit oder eine ausgezeichnete Gesundheit hat.
- Unterschiede in den Wohnverhältnissen. Da sich die Lebenshaltungskosten für Hausbesitzer und Mieter wesentlich voneinander unterscheiden, betrachten die Berechnungen für den Elder Index drei Wohnszenarien: Hausbesitzer mit ausstehenden Hypotheken, Hausbesitzer ohne Hypothek und Mieter.
- Unabhängiges Leben. Der Elder Index beschreibt, wie viel es kostet, damit ein älterer Ein-Personen- oder Zwei-Personen-Haushalt auf einem bescheidenen Niveau leben kann und ohne finanzielle Unterstützung bedarfsorientierter Programme unabhängig bleiben kann.

## Zusammenfassung des Elder Index 2016
- Auf nationaler Ebene im Jahr 2016 beträgt der Elder Index für ältere Erwachsene, die ohne Hypothek in ihren eigenen Häusern leben, 20.064 USD pro Jahr für einen alleinstehenden älteren Erwachsenen und 30.576 USD für ein älteres, zusammenlebendes Paar bei guter Gesundheit.[1]
- Der Index ist für Mieter höher (23.364 USD für Singles und 33.876 USD für Paare) und für diejenigen, die eine Hypothek auszahlen (30.972 USD für Singles und 41.484 USD für Paare).[1]
- Geografisch haben große Teile des Nordostens , des Westens , von Alaska und von Hawaii Lebenshaltungskosten zwischen $ 21,396 und $ 33,276 für einen einzelnen Mieter bei guter Gesundheit. Diese gehören zu den höchsten Lebenshaltungskosten in den Vereinigten Staaten.[1]
- Schätzungen des Elder Index 2016 deuten auch darauf hin, dass die Hälfte der alleinlebenden Erwachsenen und jeder vierte ältere Erwachsene, der in einem Seniorenhaushalt zu zweit lebt, nicht über die finanziellen Mittel verfügen, um die Grundbedürfnisse zu decken.[1]

## Vergleich mit anderen Maßnahmen
Der Elder Index unterscheidet sich von herkömmlichen Armutsmaßnahmen dadurch, dass er auf den täglichen Ausgaben älterer Erwachsener basiert und ein realistischer Maßstab für die Angemessenheit des Einkommens ist. So beträgt der Anteil der älteren Erwachsenen, die allein mit einem Einkommen unterhalb der Bundesarmutsgrenze leben, im Jahr 2016 durchschnittlich 18,8 % in den gesamten Vereinigten Staaten; weitere 34,2 % leben über der Armutsgrenze, haben aber immer noch zu wenig Einkommen, um wirtschaftlich abgesichert zu sein.